# Grimmest Hits
Albums de Black Label Society
Catacombs of the Black Vatican
(2014)
Singles
Grimmest Hits est le dixième album studio du groupe américain de heavy metal Black Label Society. Celui-ci est sorti le 19 janvier 2018 dans le modne.19, 2018. Zakk Wylde déclare au sujet du titre, un jeu de mots entre greatest hits (les plus grands titres) et grimmest hits (les plus sombres titres), deux mots phonétiquement proches en anglais, comme il a déclaré dans une interview pour Billboard.
C'est le premier album avec les deux nouveaux membres de Black Label Society, Dario Lorina à la guitare et Jeff Fabb à la batterie.

## Liste des titres
Toutes les chansons sont écrites et composées par Zakk Wylde, sauf où indiqué.
| 1.    | Trampled Down Below               | 5:04 |
| 2.    | Seasons of Falter                 | 4:00 |
| 3.    | The Betrayal                      | 3:48 |
| 4.    | All That Once Shined              | 3:54 |
| 5.    | The Only Words                    | 5:29 |
| 6.    | Room of Nightmares                | 2:31 |
| 7.    | A Love Unreal                     | 5:58 |
| 8.    | Disbelief                         | 5:28 |
| 9.    | The Day That Heaven Had Gone Away | 6:12 |
| 10.   | Illusions of Peace                | 4:07 |
| 11.   | Bury Your Sorrow                  | 4:41 |
| 12.   | Nothing Left to Say               | 4:22 |
| 55:34 |                                   |      |

## Personnel
Musiciens
- Zakk Wylde : chant, guitare, piano
- Dario Lorina – guitare, chœurs
- John DeServio : basse, chœurs
- Jeff Fabb : batterie

Techniciens
- Ingénieur du son : Adam Klumpp
- Mixage : Zakk Wylde, John DeServio, Adam Klumpp
- Mastering : Peter A. Barker

Productions
- Producteur : Zakk Wylde, John DeServio
- artwork : Zakk Wylde, John Irwin
- Photographie : Zakk Wylde, Justin Reich